# Sphecodopsis
Sphecodopsis is een geslacht van vliesvleugelige insecten uit de familie bijen en hommels (Apidae)

## Soorten
- S. aculeata (Friese, 1922)
- S. argyrura (Cockerell, 1933)
- S. capensis (Friese, 1915)
- S. capicola (Strand, 1911)
- S. carolinae Eardley, 2007
- S. fumipennis (Bischoff, 1923)
- S. kuhlmanni Eardley, 2007
- S. longipygidium Eardley, 1997
- S. minutissima (Cockerell, 1933)
- S. namaquensis Eardley, 1997
- S. papilla Eardley, 2007
- S. semirufa (Cockerell, 1933)
- S. vespericena Eardley, 1997
- S. villosa (Friese, 1909)